# الجنرال في متاهته (رواية)
الجنرال في متاهته (بالإسبانية: El general en su laberinto)‏ هي رواية للكاتب الكولومبي غابرييل غارثيا ماركيث الحاصل على جائزة نوبل في الأدب. وهي رواية ذات طابع تاريخي، توثق للأيام الأخيرة من حياة الجنرال سيمون بوليفار، الذي يعتبر واحدا من الزعماء الذين شاركوا في حركة الاستقلال السياسي لدول أمريكا الجنوبية في الربع الأول من القرن التاسع عشر. ونشرت عام 1989، وتدور القصة حول الفترة الأخيرة من حياة بوليفار: رحلة المنفى من بوجوتا إلى الساحل الكاريبي لكولومبيا في محاولة لمغادرة أمريكا والذهاب إلى منفاه في أوروبا.
وتدور الرواية في إطار الحديث عن روايات الحكام المستبدين، وأنه لابد وأن يتغلب اليأس والمرض والموت على الحب والصحة والحياة. ومع بوليفار استطاع الكاتب أن يكسر صورة البطل التقليدية، حيث يعرض الداعي للحرية مع جزء من الشفقة، مسلطا الضوء على ما يصحب الشيخوخة المبكرة من أمراض جسدية وعقلية. ويعرض في الرواية من خلال مذكرات بوليبار الكثير من المشاكل التي واجهته في حياته. وبعد أن حقق النجاح في أعمال أخرى له مثل مائة عام من العزلة والحب في زمن الكوليرا، قرر غارثيا ماركيث أن يكتب عن المحرر العظيم بعد أن قرأ رواية لم تكتمل لصديقه ألبارو موتيس عن بوليبار. حيث اقتبس عن صديقه موتيس رحلة بوليبار عبر نهر ماجدالينا عام 1830. وبعد عامين من التحقيق نشر ماركيث روايته عن الشهور السبعة الأخيرة في حياة بوليبار، وذلك بفضل مساعدة الأيرلندي دانييل فلورينثيو أولياري، فضلا عن وثائق تاريخية أخرى وبعض الأكاديميين.
وجعل الخلط الأدبي حول نوعية الجنرال في متاهته رواية صعبة التصنيف، واختلفت آراء المحللين الأدبيين بشأن كونها رواية أدبية أو رواية تاريخية. وقد أدرج ماركيث بعض العناصر التفسيرية الخيالية مثل بعض اللحظات البالغة الخصوصية في حياة بوليبار، مما أدى إلى غضب العديد من بلدان أمريكا اللاتينية عند نشره للرواية. ويعتقد العديد من الشخصيات البارزة في أمريكا اللاتينية أن هذه الرواية تضر بسمعة واحدا من أهم وأبرز الشخصيات التاريخية التي أنجبتهم المنطقة، معللين ذلك بأنه يقدم صورة سلبية عنه للعالم الخارجي. واعتبر آخرون رواية الجنرال في متاهته كرياح عطره في ثقافة أمريكا اللاتينية وتحديا للمنطقة بأكملها من أجل مواجهة الصعاب.

## تاريخ الرواية
و جاءت الفكرة الأولى لماركيث بشأن أن يكتب رواية حول حياة سيمون بوليبار من صديقة الكاتب الكولومبي ألبارو موتيس، والذي وجهت له الرواية هو الآخر. وقد بدأ موتيس كتابة رواية بأسم الوجه الأخير عن الرحلة الأخيرة لبوليبار عبر نهر ماجدالينا، ولكنه لم ينهِ الكتاب أبدا. وفي تلك الآونة كان ماركيث مهتما بالكتابة عن نهر ماجدالينا بحكم معرفته لهذه المنطقة منذ ولادته. وبعد عامين من قراءته لرواية صديقه موتيس الوجه الأخير ، طلب ماركيث من صديقه الأذن بأن يكتب رواية حول الرحلة الأخيرة في حياة بوليبار.
وأعتقد جابرييل أن كل المعلومات المتاحة عن بوليبار ذات بعد أحادي: «لم يذكر أحد في السير الذاتية لبوليبار إن كانت هذه من رواياته أم اجتهاد شخصي.... ولكن المؤرخين لم يعطوا لذلك أهمية». وذكر ماركيث في نهاية الرواية أنه ظل عامين يبحث في سيرته الذاتية؛ وأوضح بأن المهمة صعبة وذلك بسبب قلة خبرته في إجراء البحوث التاريخية من ناحية، ومن ناحية أخرى بسبب عدم وجود أدلة وثائقية كافية عن الفترة الأخيرة من حياة بوليبار.
و أكد بوليبار أنه أجرى ذلك التحقيق من خلال سلسلة كبيرة من الوثائق، بما في ذلك رسائل بوليبار، فضلا عن صحف القرن التاسع عشر والثلاثة وأربعين مجلد من مذكرات دانييل فلورينثيو أولياري. حيث استعان بالعديد من الخبراء، من بينهم الجغرافي جلادستون أوليبا، والمؤرخ الكولومبي أوخينيو جوتيريث ثيليس، والذي كتب مع المؤرخ فابيو بويو كتاب بعنوان يوم إلى يوم عن سيمون بوليبار، بالإضافة إلى عالم الفلك جورج بيريثدوبال.و أستخدم بوليبار تصميم مبتكر من قبل بيريثدوبال لوصف الليالي التي مر بها تحت ضوء القمر. بالإضافة إلى أنه عمل بشكل وثيق مع أنطونيو بوليبار جويانيس خلال النسخة الموسعة للكتاب، حيث أنه من أقارب بوليبار.

### السياق التاريخي
تدور أحداث الرواية في العام 1830، في المرحلة الأخيرة من الحملة الأولى للتأكيد على استقلال أمريكا للاتينيه عن إسبانيا وعلى ذكر هذا التاريخ فقد حصلت معظم دول أمريكا اللاتينية على استقلالها فيما عدا: كوبا وبورتوريكو ظلوا تحت سيطرة أسبانيا. وبعد عقود قليله من وصول كريستو بال كولون إلى سواحل ما تدعى اليوم / في الوقت الحالي فنزويلا)، في العام 1498 أصبحت أمريكا الجنوبية محتله بالفعل من إسبانيا والبرتغال. وعن بداية القرن التاسع عشر، أثرت عوامل عدة على المستعمرات الأسبانية بعدة عوامل: أولها الاحتلال الفرنسي لإسبانيا من قبل نابليون بونابرت في عام 1808، وتنازل كارلوس الرابع عن العرش، وتخلى فيرناندو السابع عن حقوقه في ميراث الحكم وصعود خوسى بونابرت إلى عرش إسبانيا.ولقد كانت المستعمرات الأمريكية منعزلة تماما عن إسبانيا وعلى الرغم من ذلك ألهمت الثورة الفرنسية العديد من سكان أمريكا الجنوبية من أصل إسباني بأن يغتنموا فرصة ضعف إسبانيا ونتيجة ذلك أصبحت أمريكا الجنوبية تدار من قبل مجالس مستقلة وحكومات ذاتيه للمستعمرات.وفي بداية القرن التاسع عشر، كان هناك العديد من المحاولات لـ التحرر من سيطرة إسبانيا، بزعامة بوليفار في شمال أمريكا الجنوبية. حيث فاز هو وحركات التحرر التي تنادي بالاستقلال في معارك عدة في فنزويلا، نويباجرانادا والإكوادور وبيرو وأصبح حلمه بأن يكون هناك وحدة بين بلدان أمريكا اللاتينية، على وشك أن يتحقق وبعد وقت قليل نالت كل المستعمرات استقلالها إلا أن المشاكل قد بدأت في العواصم، وفي بعض المناطق بدأ حدوث حروب أهليه، وفقد بوليفار العديد من أنصاره، وزاد معارضيه كرئيس عام 1830، وبعد 11 سنة من الحكم تخلى عن منصبة كرئيس لكولومبيا العظمي.

## الحبكة الدرامية
إن الرواية مكتوبة في التصريف الثالث للفعل مع أحداث بها خاصية الرجوع للماضي في أحداث معينة تتعلق بحياة سيمون بوليفار. وحيث بدأت رحلته في الثامن من مايو لعام 1830 في سانتا في دي بوجوتا. وقد
بدأ الجنرال يعد لرحلته من كارتاخينا دي إندياس منجها إلى أوروبا وذلك بعدما تخلى عن منصبه كرئيس لكولومبيا العظمى. وبعد أن تخلى عن كونه رئيس للبلاد، قام العديد من بني وطنه الأحرار برسم جرافيتي معاديا له وملقى بصناديق القمامة العامة. لقد كان الجنرال حريصا على الرحيل، لذا كان الجنرال دومينجو كايثيدو نائب الرئيس المنتخب حريصا على أن يمتلك جواز سفر خاص به للرحيل. ولقد ترك الجنرال العاصمة الكولومبية بوجوتا مع مجموعة من الموظفين والمخلصين ومحل ثقة بالنسبة له مثل خوسي بالاثيوس. وفي نهاية الفصل الأول ولأول مرة ينادى بأسمه الكامل؛ الجنرال سيمون خوسي أنطونيو دى لا سانتيسيما ترينيداد بوليبار إي بالاثيوس.
و في الليلة الأولى من الرحلة، أتجه بموكبه إلى فاكاتاتيبا بصحبة خوسي دي بالاثيوس، وخمسة آخرون من مساعديه.و يتضح من خلال الرحلة أن الجنرال يفقد مكانته المرموقة ونفوذه؛ حيث أن حظه العثر فاجأه. فقد أتلف المرض جسده بحيث لا يمكن التعرف عليه، وكان دائما يحدث خلط بين الجنرال وإحدى مساعديه.
وبعد محاولات عدة من الجنرال وفريقه استطاعوا الوصول إلى أوندا حيث نظم بومادا جوتيريث، حاكم
الولاية، احتفال على شرف الجنرال لمدة ثلاثة أيام.و في أخر ليلة له في أوندا تقابل مع إحدى صديقاته القدامى، ميراندا ليندساي، والتي كانت تنتظره حتى وقت متأخر من رجوعه. وآن ذاك تذكر الجنرال بأن منذ
15 عاما كانت هناك مؤامرة مدبرة ضده وميراندا هي من أنقذته. وفي اليوم التالي بدأ الجنرال رحلته عبر نهر
ماجدالينا. وكان ضعف حسده وكبريائه واضحين فعلى سبيل المثال كان لابد له من كرسي متحرك ولكنه رفض استخدامه لكبريائه. وقد مكثوا ليلة في بويرتو ريال حيثما رأى الجنرال أمرأة تغني ولكن مساعديه والحراس لم يجدوا أية أمرأة تغني.
وقد وصل الجنرال وموكبه إلى مدينة مومبوكس، وهناك لم يتعرف عليه أحد من رجال الشرطة في البداية وطلبوا منه رؤية جواز سفره ولكنه لم يكن يمتلك واحدا آن ذاك، وعندما عرفوه رافقوه للداخل كرئيس لكولومبيا. وهناك جهزوا ولائم على شرفه ولكنها كانت ولائم صغيرة لفقدانه للشهية.
و بعد عدة أيام سافروا إلى تورباكو وهناك قضوا ليلة في مدينة بارانكا الجديدة.حيث كانت الخطة كالآتي بأن يمضي في طريقه متجها إلى كارتاخينا، ولكن لم تكن هناك اية بواخر جاهزة للأبحار تجاه أوروبا مباشرة ولم يكن يملك جواز سفره. وخلال إقامته في المدينة تلقى زيارات عدة من الحنرال ماريانو مونتيا وآخرون.و أصبحت حالت الصحية في تدهور أكبر، حتى أن أحد الزوار وصفه وجهه بالرجل الميت.و بتورباكو ألتقى بالجنرال دانييل فلورينثيو أولياري الذي حصل منه على معلومات عن الدسائس السياسية التي يقوم بها خواكين موسكيرا، الملقب بوريث رئاسة كولومبيا العظمى الذي جمع السلطات، ولكن لم تعد شرعيته مرموقة كالسابق من قبل كارتاخينا. وفي ذلك الوقت تذكر الجنرال بأن " حلمه بدأ في الانهيار في نفس اليوم الذي
فيه أكتمل حلمه.
و بعد يومين استلم الجنرال جواز سفره وأتجه هو ومن معه إلى ساحل كارتاخينا حيث هناك نظموا عدة احتفالات على شرفه. وفيمعظم الأوقات كان محاطا بالنساء، ولكن حالته الصحية كانتضعيفة ليقيم معهن علاقات جنسية.
وعندما عرف الجنرال بمقتل أعز صديق له، ماريسكال دي كامبو سوكري، في إحدى الكمائن حيث كان المفضل لديه بأن يكون رئيس للبلاد.و إحد مساعدي الجنرال أخبروه بأن رافاييل اوردانيتا تلقى بعض البلاغات عن قيام مظاهرات وثورات تطالب بعودة الجنرال إلى الحكم.ثم سافر الجنرال إلى مدينة سوليداد، حيث مكث هناك قرابة الشهر، في ظلتدهور حالته الصحية، ولأول مرة وافق على مقابلة الطريق.
ولم يرحل الجنرال أبدا عن أمريكا الجنوبية. وأنتهت رحلته في سانتا مارتا وهو متدهور صحيابرفقة مساعديه وطبيبه الخاص. ومات فقيرا الرجل الذي حرر القارة بأكملها.

## الشخصيات في الرواية

### الجنرال
هو الشخصية الرئيسية في الرواية وأيضا يلقب بـ«المحرر».و لمرة واحدة في الرواية دعى ماركيث الجنرال بـ «سيمون بوليفار»، حيث أن اسمه الكامل سيمون خوسي أنطونيو دي لا ساتيسيما ترينيداد بوليبار بالاثيوس. وتعد الرواية هي انعكاس لشخصية بطل قومي من أمريكا اللاتينية الذي تحدى كل السجلات التاريخية، وانتهى أمره بفضيحه.
وتبدأ الرواية وعمر الجنرال 46 عاما وخلال رحلته الأخيرة كان الجنرال يموت ببطء في سفينته المتجهة من كارتاخينا دي إندياس إلى أوروبا. وكما يذكر بالينثيا روث بـ أن بوليبار ليس فقط ضحية إلا أنه مسئول عن السقطات السياسية التراجيدية التي حدثت في أمريكا الجنوبية.و بدأ تاريخه السياسي في الأنحدار منذ عام 1824
بعد انتصار الجنرال أنطونيو خوسي دي سوكرى في موقعة أياكوتشو. وفي الرواية إشارة إلى عدم زواج بوليبار مرة أخرى بعد وفاة زوجته ماريا تيريسا رودريجز ديل تورو إي ألايثا.
و استخدم الكاتب وثائق عامة وعنصر أخر وهوالخيال، فعلى سبيل المثال اهتمامه الخاص بالجيش، وعجزه المبكر، وسوء شخصيته، وعن الأخيرة، قال بوليبار أولياري «إن شخصيته المتغطرسة والجزوعة لا تسامح أبدا في أي تأخير حتى وإن كانت التحية العسكرية».
وفي لقاءه مع ماريا إيلبيرا سامبير، اعترف ماركيث بأن صورته عن بوليبار في الرواية هي من وحي خياله. وأكد على أن شخصية بوليبار لم تتغير لأن أسلوبه في التحكم في غضبه وأفكاره الفلسفية متشابهات حيث أنه «أعار كثيرا من انتباهه إلى الموت، لأنه من أهم المواضيع التي تهم الإنسان».

### خوسي بالاثيوس
و تبدأ الرواية بـ اسم خوسي بالاثيوس، والذي عرف في التاريخ بأنه كبير الخدم.وكما أشار الناقد الأدبي سيمور مينتون إلى أن بالاثيوس هو شخصية أساسية في الرواية.فكان خادم الجنرال ولكن في بعض اللحظات كان الوحيد القريب للجنرال. تعلم أن يعيش مع خادمه، بحيث لايدعيقراءة أفكاره. فهو ولد عبد، وكان أصغرمن بوليبار في السن بحوالي ستة أعوام وقد أفنى معظم حياته في خدمته، وقد كان يزود بوليبار بالتواريخ خلال فترة احباطه.و طبقا لأحد النقاد إن قدرة بالاثيوس على تذكر الأحداث التي مضت في حياة بوليبار كانت بالنسبة لماركيث مادة علمية هامة ساعدته على ابتكار العديد في شخصية الجنرال، لأنه يتيح وضع تاريخ رسمي لحياة بوليبار اليومية.

### مانويلا ساينث
هي صديقة قديمة للجنرال من حوالي 27 عاما، حيث أنها أخر ما تبقى له بعد وفاة زوجته. وترتكزشخصيتها على عشقها لتاريخ بوليبار. ولقد لقبها الجنرال بـ«محررة المحرر» وذلك بعد ان أنقذتهمن محاولة اغتيال له في ليل الـ 25 من سبتمبر لعام 1828م.الصورة الخيالية في ذهن ماركيث عن الجنرال قد أعادت تقييم شخصية تلك المراة التاريخية في حياة بوليبار، فوفقا للمؤرخ الفنزويلي دينزيل روميرو؛ هي ليست مجلرد حبيبة بالنسبة له، ولكنها كانت امرأة ذكية وقوية ومستقلة.ووصفها الكاتب في روايته بـ«الشجاعة» التي احبها ولكنه لم يناله حتى مماته.ففي الحقيقة عندما ذهب تركها، ولكن فبي الرواية ذكر الكاتب بأنه ظل يكتب لهاخلال رحلته.
فهي الأخرى كانت تكتب له لتخبره عن الوضع السياسي، ولكن من يعملون في البريد كانت لديهم المعلومات بألا يسلموا له تلك الرسائل.
ولأن تلك الشخصية تقوم أحداثها على الخيال، فقد جعلها الكاتب تتزوج من الطبيب الإنجليزي جيمس تورني، الذي يكبرها بضعف عمرها وذلك بعد أن كتب بوليباررسالة لها يصرح لها فيها بحبه. وصورها في الرواية بأنها امرأة قوية وماكرة، وبأن جماها لا يقاوم.

### فرانثيسكو دي باولا سانتاندير
إذا عدنا بالزمن للخلف نجد أن هذا الشخص غالبا يفكر في الجنرال، فهو صديق قديم له، ولكن فيما بعد أتهم بأنه حاول قتله ونفي بعد ذلك.وفي الرواية أوكل إليه الجنرال مهمة حكم كولومبيا لإنه يعتبره جندي شجاع.
وفي الماضي كان يعتبره «أنا الأخر»، ولكن في احداث أعتبر عدو للجنرال ونفي إلى باريس بعد تورطه في محاولة قتله.و قد تضايق الجنرال كثيرا من رجوع سانتاندير من منفاه إلى باريس، وحلم ذات مرة بأن الجنرال سانتاندير يأكل أوراق كتاب، ومغطى بالصراصير حيث اقتلعواعيناه.

### ماريسكال دي كامبو أنطونيو خوسي دي سوكري
هو الإخر صديق للجنرال، ويعرف ب ماريسمال أياكوتشو، وكان أكثر من يثق بهم الجنرال. حيث يصفه بـ«الذكي والمرتب والجبان والمؤمن بالخرافات». سوكري هو الإخر متزوج وله أبنه تدعى ماريانا كارثيلين.
و يذكر في الرواية بأن الجنرال يطلب من ماريسكال بأن يكون رئيسا للبلاد ولكن الأخير يرفض.و من الأسباب التي جعلته يرفض هو أنه يريد أن يعيش مع عائلته، وحيث يتنبأ بموت سوكري من بداية الرواية.
فقد ذهب مع عائلته للاحتفال بعيد القديس سان أنطونيو كيتو، وهناك قتل . وعندما علم الجنرال
بمقتله في بيرويكوس تقيأ دم .

## وصلات خارجية
- http://lup.lub.lu.se/luur/download?func=downloadFile&recordOId=2965957&fileOId=2965958
- http://es.over-blog.com/El_general_en_su_laberinto_resumen_y_comentario-1228321783-art195511.html
- http://sipse.com/opinion/el-general-en-su-laberinto-16624.html
- http://resenyasliterarias.blogspot.com/2011/06/el-general-en-su-laberinto-gabriel.html
- http://www.diarioinca.com/2011/02/resuemen-el-general-en-su-laberinto.html
- http://unlibroaldia.blogspot.com/2012/02/gabriel-garcia-marquez-el-general-en-su.html

1. 1 2 3  "معلومات عن ترجمة الجنرال في متاهته باللغة العربية لماركيث". alefbookstores. مؤرشف من الأصل في 5 مارس 2016. اطلع عليه بتاريخ 20 يناير، 2013. {{استشهاد ويب}}: تحقق من التاريخ في: |تاريخ الوصول= (مساعدة)
2. ↑  Gertel 1992, p. 25